# 21702 Prisymendoza
21702 Prisymendoza è un asteroide della fascia principale. Scoperto nel 1999, presenta un'orbita caratterizzata da un semiasse maggiore pari a 2,2213668 UA e da un'eccentricità di 0,0839206, inclinata di 1,53272° rispetto all'eclittica.